# Hoya halophila
Hoya halophila är en oleanderväxtart som beskrevs av Rudolf Schlechter. Hoya halophila ingår i släktet Hoya och familjen oleanderväxter. Inga underarter finns listade i Catalogue of Life.